# منطقة بطينية

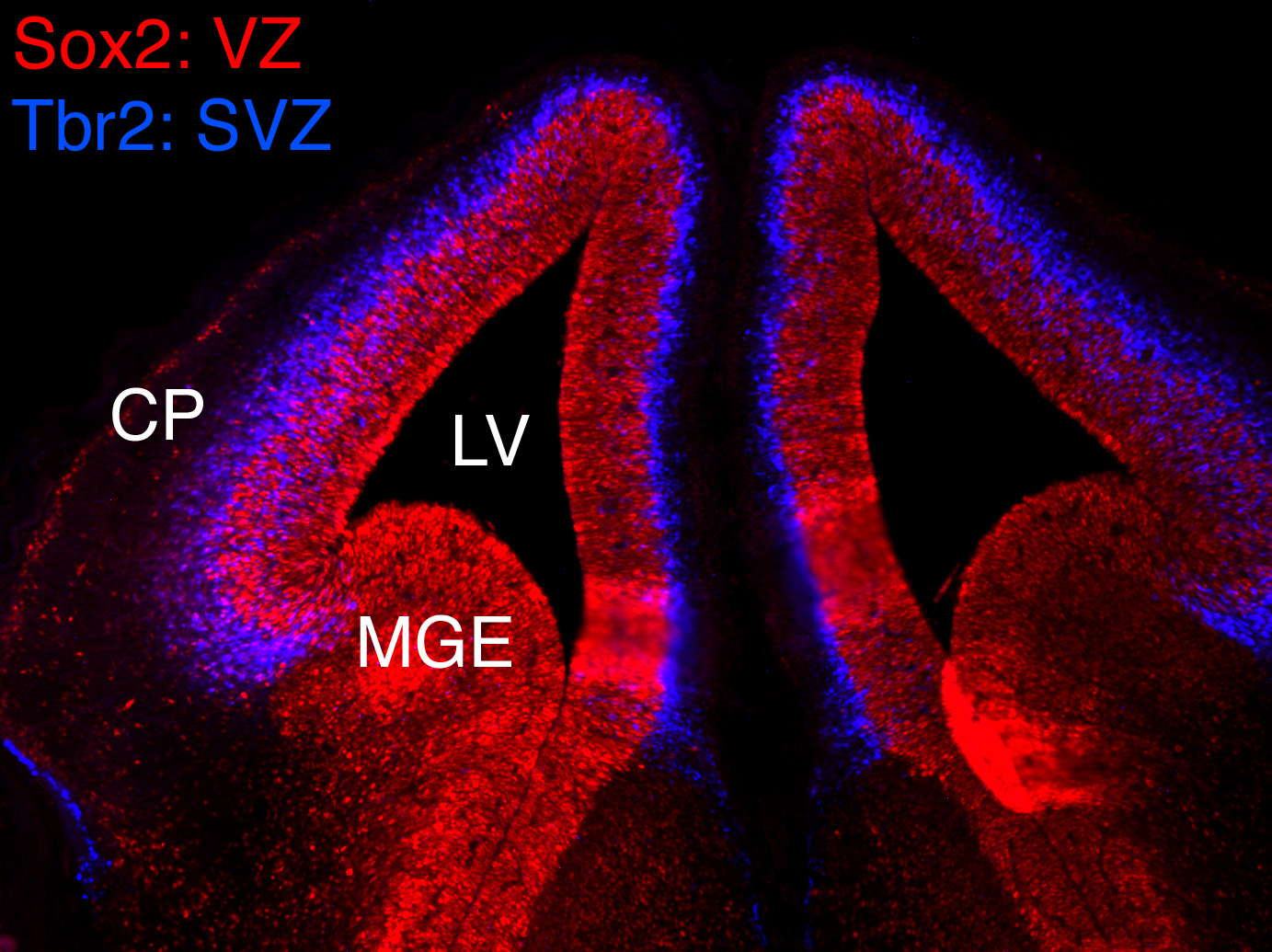
يشار إلى المنطقة البطينية والحيز تحت البطيني بواسطة وضع العلامات الكيميائية النسيجية المناعية للتعبير الجيني لمنطقة تحديد الجنس Y وأوميسوديرمين في الدماغ الأمامي الجنيني للفأر في اليوم الجنيني 13.5. يصبح الدماغ الظهري هو القشرة الدماغية، ويحتوي على الخلايا أوميسوديرمين الملصقة. سيرولوبلازمين، صفيحة قشرية؛ LV، البطين الجانبي؛ العناصر الجينية المتنقلة، البارزة العقدية.

المنطقة البطينية (بالإنجليزية: Ventricular zone)‏ في الفقاريات، هي طبقة جنينية عابرة من الأنسجة تحتوي على الخلايا الجذعية العصبية، ولا سيما الخلايا الدبقية الشعاعية، للجهاز العصبي المركزي. سميت منطقة بطينية بهذا الاسم لأنها تبطن الجهاز البطيني، الذي يحتوي على السائل الدماغي الشوكي. يحتوي النظام البطيني الجنيني على عوامل نمو وعناصر غذائية أخرى ضرورية للوظيفة المناسبة للخلايا الجذعية العصبية. التكوين العصبي، أو توليد الخلايا العصبية، يحدث في المنطقة البطينية خلال النمو الجنيني كدالة لمسار إشارات الشق، ويجب أن تهاجر الخلايا العصبية حديثة الولادة لمسافات كبيرة إلى وجهتها النهائية في الدماغ النامي أو الحبل الشوكي حيث ستنشئ شبكة عصبونية حيوية. منطقة تكاثر ثانوية، الحيز تحت البطيني، تقع بجوار المنطقة البطينية. في القشرة الدماغية الجنينية، يحتوي الحيز تحت البطيني على سلالات عصبية متوسطة تستمر في الانقسام إلى خلايا عصبية ما بعد الانقسام. بواسطة عملية تكوين الخلايا العصبية، تُستنفد تجمع الخلايا الجذعية العصبية الأم وتختفي المنطقة البطينية. يتغير التوازن بين معدلات تكاثر الخلايا الجذعية وتكوين الخلايا العصبية خلال التطور، وتظهر الأنواع من الفأر إلى الإنسان اختلافات كبيرة في عدد دورات الخلية، وطول دورة الخلية، وغيرها من المعلمات، التي يعتقد أنها تؤدي إلى تنوع كبير في حجم الدماغ وبنيته.
يبدو أن تعديلات الحمض النووي اللاجيني لها دور مركزي في تنظيم التعبير الجيني خلال التمايز الخلوي للخلايا الجذعية العصبية. أحد أنواع التعديل اللاجيني الذي يحدث في المنطقة البطينية هو تكوين الحمض النووي 5-ميثيل سايتوسين من السايتوسين بواسطة الحمض النووي ميثيل-ترانسفيراز. نوع آخر مهم من التعديل اللاجيني هو إزالة ميثيل 5 سم، المحفز في عدة خطوات بواسطة إنزيمات (نقل عشرة أحد عشر) وإنزيمات مسار ترميم استئصال القاعدة.